# کاترین نیسکرن ماتر
کاترین سِلدِن نیسکِرن ماتِر (انگلیسی: Katharine Selden Kniskern Mather؛ ۲۱ اکتبر ۱۹۱۶ – ۴ فوریهٔ ۱۹۹۱) زمین‌شناس اهل ایالات متحده آمریکا، دانش‌آموختهٔ کالج برین مار و دانشگاه جانز هاپکینز، و شاغل در سپاه مهندسی ارتش ایالات متحده بود که در زمینهٔ سیمان و بتن تحقیق می‌کرد. او همچنین سابقهٔ حضور در هیئت مدیرهٔ مؤسسه بتن آمریکا و ریاست انجمن مواد معدنی خاک رس را در کارنامهٔ شغلی خود داشت.
ماتر در دههٔ ۱۹۶۰ سردبیر آکادمی علوم می‌سی‌سی‌پی بود و از دههٔ ۱۹۵۰ تا ۱۹۸۰ چندین نشریه و مقالهٔ تخصصی نیز در زمینهٔ بتن و زیرساخت‌های ترابری منتشر کرد. او در طول دوران فعالیت حرفه‌ای خود موفق به کسب جوایز متعددی از جمله جایزه زن فدرال (۱۹۶۳) از کمیسیون خدمات کشوری ایالات متحده شد.
ماتر در ۴ فوریهٔ ۱۹۹۱ در جکسون، می‌سی‌سی‌پی درگذشت.

## اوایل زندگی
کاترین سلدن نیسکرن در ۲۱ اکتبر ۱۹۱۶ در ایتاکا، نیویورک به دنیا آمد. پدرش والتر هملین نیسکرن، و مادرش کاترین امیلی سلدن نیسکرن بود. پدر و مادر او هر دو فارغ‌التحصیل دانشگاه کرنل بودند و پدرش مهندس شیمی بود. او در مدرسهٔ سنت کاترین در ریچموند، ویرجینیا تحصیل کرد و در سال ۱۹۳۷ مدرک زمین‌شناسی را از کالج برین مار دریافت کرد. او از ۱۹۳۷ تا ۱۹۴۰ به‌عنوان دانشجوی کارشناسی ارشد در دانشگاه جانز هاپکینز به مطالعات بیشتر در زمینهٔ زمین‌شناسی پرداخت.

## فعالیت حرفه‌ای
ماتر از ۱۹۴۰ تا ۱۹۴۱ در موزه تاریخ طبیعی فیلد در شیکاگو مشغول به کار بود. او از ۱۹۴۲ تا ۱۹۸۲ به‌عنوان زمین‌شناس با سپاه مهندسی ارتش ایالات متحده، مستقر در ویکسبرگ، می‌سی‌سی‌پی در ایستگاه آزمایشی آبراه (WES) همکاری می‌کرد و از ۱۹۴۷ تا ۱۹۷۶ نیز رئیس بخش سنگ‌نگاری و اشعه ایکس در آزمایشگاه بتن، و از ۱۹۷۶ تا ۱۹۸۰ رئیس بخش مهندسی و علوم این یگان بود.
او از ۱۹۶۸ تا ۱۹۷۱ در هیئت مدیرهٔ مؤسسه بتن آمریکا، و در سال ۱۹۷۳ به‌عنوان رئیس انجمن مواد معدنی خاک رس خدمت کرد.
او در دههٔ ۱۹۶۰ سردبیر مجله آکادمی علوم می‌سی‌سی‌پی بود. تحقیقات او معمولاً بر روی سیمان و بتن متمرکز بود و نشریات فنی نظیر «کاربردهای میکروسکوپ نوری در تحقیقات بتن» (۱۹۵۳)، «بررسی هسته‌های چهار پل بزرگراهی در گرجستان» (۱۹۷۳)، «هوادهی بتن در جزیره تریت، مین» (۱۹۸۰)، و «وضعیت بتن در سد مارتین پس از ۵۰ سال خدمت» (۱۹۸۱) را نیز منتشر کرد.
او و همسرش از کلکسیونرهای مشتاق پروانه بودند و با همکاری یکدیگر مقالهٔ پروانه‌های می‌سی‌سی‌پی (۱۹۵۸) را نوشتند.

## جوایز

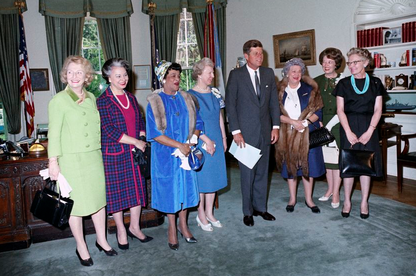
رئیس‌جمهور جان اف. کندی به‌همراه برندگان جایزه فدرال زن در سال ۱۹۶۳. از چپ به راست: کیتی لوچهایم، بسی مارگولین، النور ال. ماکل، ورنا سی. موهاگن، رئیس‌جمهور کندی، بلانچ دبلیو. نویز، النور سی. پرسلی، کاترین ماتر. عکس‌برداری توسط سسیل دبلیو. استافتون.

ماتر برای آثار خود جوایز و افتخارات متعددی دریافت کرد، که از جملهٔ آن‌ها می‌توان به موارد زیر اشاره کرد:
- جایزه سی-۹ سانفورد ئی. تامپسون، انجمن آمریکایی آزمایش و مواد (۱۹۵۳)
- مدال پژوهش واسون، مؤسسه بتن آمریکا (۱۹۵۵، به‌همراه تام کندی)
- نشان ارتش برای خدمات استثنایی غیرنظامی (۱۹۶۲)[۱۴]
- جایزه زن فدرال (۱۹۶۳)[۱۵]
- نشان وزارت دفاع برای خدمات مدنی ممتاز (۱۹۶۴)[۱۴]
- جایزه زن سال، باشگاه زنان بازرگان و حرفه‌ای جکسون (۱۹۶۸)
- زن سال ایستگاه آزمایشی آبراه (۱۹۷۴)
- دکترای افتخاری علوم، دانشگاه کلارکسن (۱۹۷۸)[۱۶]
- جایزه آرتور آر. اندرسون، مؤسسه بتن آمریکا (۱۹۸۲)
- گالری WES برای پرسنل برجسته سابق (۱۹۸۴)

رئیس‌جمهور لیندون بی. جانسون در سال ۱۹۶۴ ماتر را به گروه مطالعاتی رئیس‌جمهور در زمینهٔ مشاغل برای زنان معرفی کرد. در سال ۱۹۸۶، آکادمی علوم می‌سی‌سی‌پی مشارکت‌های او در سال‌های ۱۹۸۰ و ۱۹۸۶ را به رسمیت شناخت. او سپس به‌عنوان عضو انجمن کانی‌شناسی آمریکا انتخاب شد.

## زندگی شخصی
کاترین نیسکرن در سال ۱۹۴۰ با همکار زمین‌شناس خود، برایانت ماتر (۱۹۱۶–۲۰۰۲) ازدواج کرد. او در ۴ فوریهٔ ۱۹۹۱ در سن ۷۵ سالگی در جکسون، می‌سی‌سی‌پی درگذشت. مقالات او در بایگانی زنان در علوم و مهندسی، گروه مجموعه‌های ویژه در دانشگاه ایالتی آیووا نگهداری می‌شود. مؤسسه بتن آمریکا، کمک‌هزینهٔ کاترین و برایانت ماتر را به افتخار کاترین نیسکرن و همسرش نام‌گذاری کرده‌است.